# Geomyphilus russeus
Geomyphilus russeus är en skalbaggsart som beskrevs av Brown 1928. Geomyphilus russeus ingår i släktet Geomyphilus och familjen Aphodiidae. Inga underarter finns listade i Catalogue of Life.